# هودیرنا، کنتس طرابلس
هودیرنا، کنتس هم‌نشین طرابلس بعد از ازدواج با ریمون دوم طرابلس بود. وی همچنین در دورۀ کودکی فرزندش به‌عنوان نایب حکومتش تا رسیدن وی به سن قانونی بود. وی سومین دختر از چهار دختر بالدوین دوم و مورفیا ملیتنه و خواهر بزرگ‌ترش، ملیساند، بود. ریمون سوم طرابلس، فرزند وی، نیز پس از مرگش به‌دلیل طفولیت قادر به اداره حکومت نبود، به همین جهت مادرش به‌عنوان نایب وی عهده‌دار امور شد.